# STS–106
Az STS–106 jelű küldetés az amerikai űrrepülőgép-program 99., a Atlantis űrrepülőgép 22. repülése.

## Jellemzői
A Nemzetközi Űrállomáson tevékenykedő, 1. személyzet (William McMichael Shepherd parancsnok, Jurij Pavlovics Gidzenko kutatásfelelős, Szergej Konsztantyinovics Krikaljov fedélzeti mérnök) hosszú távú élet- és munkafeltételeinek előkészítése, biztosítása.

## Első nap
2000. szeptember 8-án a szilárd hajtóanyagú gyorsítórakéták, Solid Rocket Booster(SRB) segítségével Floridából, a Cape Canaveral (KSC) Kennedy Űrközpontból, a LC39–B (LC–Launch Complex) jelű indítóállványról emelkedett a magasba. Az orbitális pályája 92,2 perces, 51,6 fokos hajlásszögű, elliptikus pálya perigeuma 375 kilométer, az apogeuma 386 kilométer volt. Felszálló tömeg indításkor 115 259 kilogramm, leszálló tömeg 100 369 kilogramm. Szállított hasznos teher 10 219 kilogramm.
Az űrrepülőgép 6000 kilogramm logisztikai anyagokat (vizet, élelmiszert, ruházatot, személyes tárgyakat, kutatási műszereket- és anyagokat, technikai és működési eszközöket) szállított. Az űrhajósok összesen 5 napot, 9 órát és 21 percet töltöttek az űrállomáson belül (ez volt az első személyzetes teszt). Az űrrepülőgép oldása előtt magasabb pályára emelték az ISS-t. Összesen 7 nap, 21 óra és 54 percig voltak összekapcsolódva az űrállomással. Elválást követően lassú sodródás következett, majd 450 méter távolságban indították a főhajtóműveket.

## Hasznos teher
1. Az űrállomáson történő munkálatok (annak biztosítása) érdekében kettő SpaceHab raklapon átfogó rakományt szállítottak [Integrated Cargo Carrier (ICC)], hogy az első hosszútávú programhoz biztosítsák a feltételeket. A program szerint kettő űrsétát terveztek. A hét napos tartózkodás alatt a Zvezda lakómodulhoz dokkolva érkezett egy Progresz M–1 teherűrhajó, aminek terhét szintén kipakolták, illetve bepakolták a csomagoló anyagokat, a felesleges felszereléseket, szemetet.
2. A hat méter hosszú magnetométer telepítése. A magnetométer egy háromdimenziós iránytű (folyamatosan tájolja az űrállomást), segítségével minimalizálni lehet a gázfúvókák alkalmazását (hajtóanyag megtakarítás).
3. Telepítették az első amatőr rádióállomást.

### Űrséták
Az ünnepi űrséta (a kutatás, szerelés biztosítása érdekében az 50. űrrepülőgépről végrehajtott, illetve a második amerikai-orosz, az STS–86 első küldetését követően) célja kívülről ellenőrizni az ISS állapotát (sugár ellenőrzés; energia- informatika- és kommunikációs kábelcsatlakozások; akkumulátorok cseréje;külső tartályok feltöltése [oxigén, hidrogén]). Az ellenőrzés, szerelés alatt a biztosító kábelek rögzítésére felhasználták a már kiépített kapaszkodókat. Munkájukat segítette az űrállomás Canadarm2 manipulátor karja, amit Rick Mastracchio kezelt.
(zárójelben a dátum és az időtartam)
- EVA 1: Lu és Malencsenko (2000. szeptember 11., 6 óra 14 perc)

## Tizenegyedik nap
2000. szeptember 19-én a Kennedy Űrközponton (KSC). Kiinduló bázisán szállt le. Összesen 11 napot, 19 órát, 12 percet és 15 másodpercet töltött a világűrben. 7 900 000 kilométert (4 900 000 mérföldet) repült, 185 alkalommal kerülte meg a Földet.

## Személyzet
(zárójelben a repülések száma az STS–106 küldetéssel együtt)
- Terrence Wade Wilcutt  (4), parancsnok
- Scott Douglas Altman  (2), pilóta
- Edward Tsang Lu  (2), kutatásfelelős
- Richard Alan Mastracchio  (1), kutatásfelelős
- Daniel Christopher Burbank  (1), kutatásfelelős
- Jurij Ivanovics Malencsenko  (2), küldetésfelelős – Orosz Szövetségi Űrügynökség (RKA)
- Borisz Vlagyimirovics Morukov  (1), küldetésfelelős (RKA)

### Visszatérő személyzet
- Terrence Wade Wilcutt (4), parancsnok
- Scott Douglas Altman (2), pilóta
- Edward Tsang Lu (2), kutatásfelelős
- Richard Alan Mastracchio (1), kutatásfelelős
- Daniel Christopher Burbank (1), kutatásfelelős
- Jurij Ivanovics Malencsenko (2), küldetésfelelős (RKA)
- Borisz Vlagyimirovics Morukov (1), küldetésfelelős (RKA)